# Rollfigurer i Tre Kronor (TV-serie)
Det här är en sammanställning av huvud- och bifigurerna i TV-serien Tre Kronor, som sändes under 10 säsonger och sammanlagt 123 avsnitt. TV-serien pågick åren 1994–1999. 

## Wästberg
Familjen Wästberg bestod i den första säsongen av Birgitta, Hans, Lisen och Klimax. Efter att Hans hamnat i fängelse, försvann han från familjen. I den tredje säsongen flyttade Sirpa (Bimbo) in i huset. Efter att Bimbo dött och Lisen flyttat till ett internat, bestod familjen bara av Birgitta, Klimax och River. När Klimax och River flyttade till Linköping, blev Birgitta ensam kvar i villan. 

### Birgitta Wästberg
Spelades av Christina Schollin. Medverkade i säsong 1-10.
Birgitta Wästberg var fru till Hans Wästberg och mamma till Hans-Åke (Klimax) och Lisen Wästberg. Hon var en av de få karaktärer som var med i hela serien.
I seriens första säsong var Birgitta gift med Hans Wästberg, och de hade två barn, Klimax och Lisen. När Hans, som varit arbetslös desperat rånar Mälarvikens postkontor och vådaskjuter Klimax, blir Birgitta förkrossad och tar ut skilsmässa. Birgitta är överbeskyddande när det gäller sina barn, vilket de en del gånger påpekar är jobbigt. Under seriens gång hade Birgitta fyra förhållanden, förutom Hans så var hon tillsammans med Gustav Frank, Charlie Bärnsten och Ernst Haglund.

### Hans Wästberg
Spelades av Ulf Brunnberg. Medverkade i säsong 1-2.
Hans Wästberg är gift med Birgitta Wästberg, och far till Hans-Åke (Klimax) och Lisen Wästberg. Hans är civilingenjör, men förlorar sitt jobb under sin 50-årsfest i första avsnittet. Detta tar hårt på Hans, då familjens planer på att skaffa sommarhus går i kras, och han vågar inte berätta för familjen att han förlorat jobbet. Han blir dock påkommen av familjen, men under en lång tid är Hans deprimerad, då han får stora skulder som han inte kan betala. I ren desperation försöker han råna Mälarvikens postkontor i avsnitt 13, men misslyckas med rånet, och av misstag vådaskjuter han sin son Klimax och Birgitta blir vittne till händelsen. Övriga i familjen Wästberg förutom Lisen bryter kontakten med Hans, som får fängelse i åtta år.

### Lisen Wästberg
Spelades av Sara Möller. Medverkade i säsong 1-4.
Lisen Wästberg är dotter till Birgitta och Hans Wästberg, och lillasyster till Hans-Åke (Klimax) Wästberg. Lisen umgås mycket med Sanna Sjökvist och Sirpa "Bimbo" Koskinen och hon spelar även i Mälarvikens basketlag. I den första säsongen blir Lisen tillsammans med Taggen, men då Taggen inte ger henne den uppmärksamhet hon vill, efter att hennes pappa Hans rånat posten och vådaskjutit Klimax tar det slut direkt. Lisen blir förkrossad när Hans hamnar i fängelse, och inte får stöd från de andra i familjen. Hon blir senare kär i Kaj Lindgren, och under en tid anklagar Lisen honom för sexuella närmanden, något som var en lögn. När det visade sig att Lisen ljugit flyttar hon till ett skolinternat och försvinner ut ur serien.

### Hans-Åke "Klimax" Wästberg
Spelades av Niclas Olund. Medverkade i säsong 1-7.
Hans-Åke Wästberg kallas för Klimax, är son till Birgitta och Hans Wästberg, och storebror till Lisen Wästberg. Klimax är till en början en ung kaxig kille. Han umgås mycket med Sirpa "Bimbo" Koskinen och vänskapen mellan Klimax och Bimbo övergår till slut i en kärleksrelation i säsong ett.
Klimax blir vådaskjuten av sin far Hans, då Hans försöker råna posten. Klimax överlever, och får under ett tag ligga på sjukhus. Skotten gav Klimax en skada på ryggmärgen, och han förlorar förmågan att kunna gå. Klimax hamnar sedan i rullstol. När han får komma hem, visar det sig att Bimbo är gravid, och de bestämmer sig för att behålla barnet, som efter födseln får namnet River.
I säsong tre gifter han sig med Bimbo, och de är båda lyckliga då de är gifta och fått barn. Men giftermålet slutar tragiskt, då Bimbo omkommer i en bussolycka. Detta tar hårt på Klimax, som inte vill träffa någon annan tjej. I säsong sex blir han dock tillsammans med Pamela, som han även skriver en låt till. I serien såldes låten till Arvingarna, som faktiskt också spelar den på riktigt.
Klimax blir förkrossad när Pamela vill göra slut, då hon kommit på att hon är homosexuell. Detta tar hårt på Klimax, som tar River och flyttar till Linköping i säsong sju, för att studera till civilingenjör.

### River Wästberg
Medverkade i säsong 3-7.
River Wästberg är son till Klimax och Bimbo. River föddes i säsong tre, men efter Bimbos död var River nära att omhändertas av Socialtjänsten. Socialtjänsten väljer dock att lägga ner fallet, med anledning av hur mycket Klimax älskar sin son.

## Gustavsson

### Gunvor Gustavsson
Spelades av Mona Andersson. Medverkade i säsong 1-10.
Gunvor Gustavsson är mamma till Kent och Reine Gustavsson (pappan heter Pjotr). Gunvor var tillsammans med Birgitta och Abby de enda som var med i samtliga 10 säsonger. I de åtta första säsongerna var Gunvor sambo med Verner, och i de två sista säsongerna är hon tillsammans med Norton. 